# Tim Drake
Timothy Jackson "Tim" Drake è un personaggio dei fumetti statunitensi pubblicati da DC Comics. Ideato da Marv Wolfman e Pat Broderick, ha esordito come alter ego di Robin nel 1989 nella serie a fumetti Batman (vol. 1) n. 436. Il personaggio è stata la terza incarnazione di Robin. Il sito web IGN lo ha inserito alla 32ª posizione nella classifica dei cento maggiori eroi della storia dei fumetti.

## Storia editoriale
Alla fine degli anni ottanta la DC Comics si era trovata di fronte a un dubbio riguardo alla decisione dei lettori di far morire Jason Todd - il secondo Robin - nell'arco narrativo Batman: Una morte in famiglia: volevano che Batman fosse un vigilante solitario, non apprezzavano Jason Todd o volevano solo vedere se la DC lo avrebbe ucciso per davvero? Inoltre nel film di Batman del 1989 Robin non compariva, lasciando un motivo alla DC di lasciarlo fuori anche dai fumetti. Ciononostante, l'editor di Batman Denny O'Neil decise di introdurre un nuovo Robin.

### Creazione del personaggio
I lettori DC Comics avevano optato, tramite sondaggio telefonico, per la morte del secondo Robin, Jason Todd, che venne quindi fatto morire per mano del Joker nell'arco narrativo Batman: Una morte in famiglia (1988). Sebbene il secondo Robin fosse durato per meno di cinque anni rispetto ai quaranta del primo, Dick Grayson, la casa editrice volle però rilanciare la spalla di Batman e, nell'agosto 1988, Marv Wolfman e Pat Broderick scrissero Batman: Anno Tre, che oltre a rinarrare le origini di Dick, vedeva il giovane Tim Drake assistere alla morte dei Grayson. In Un luogo solitario dove morire Tim scopriva invece le loro identità, e chiedeva a Dick di tornare ad essere Robin, salvo poi essere lui a proporsi come tale. L'editor Dennis O'Neil affidò a Neal Adams il compito di riaggiornare il costume di Robin, e negli ammodernamenti vi aggiunse un mantello molto più oscuro. Incaricato di scrivere le prime storie di questo terzo Robin fu Chuck Dixon. Robin, assieme al maggiordomo Alfred, formava la famiglia di Batman, un legame che permetteva una migliore immedesimazione nei rapporti da parte dei lettori e, in più, Dixon si accorse che nelle storie spesso non appariva come semplice anello debole della lotta al crimine, bensì giocava un ruolo da protagonista; alla fine Dixon arrivò a scrivere per questo personaggio più di 150 storie.

### Miniserie e serie regolare
La DC Comics pubblicò nel 1991 una prima miniserie scritta da Chuck Dixon, nella quale Tim si allena viaggiando per il mondo. Le origini meno cupe dei predecessori, in quanto non subito orfano come Bruce Wayne, Dick Grayson o Jason Todd, e il poter mostrare anche una vita normale al di fuori del costume, da adolescente che frequenta il liceo, contribuì all'interesse nei confronti del personaggio. Dopo altre due miniserie, a Robin venne dedicata una serie regolare.

### Red Robin
A seguito dell'evento di Batman R.I.P., nel 2009 DC Comics rilanciò il personaggio con una nuova identità segreta e un nuovo costume, Red Robin, dedicandogli inoltre una testata autonoma, Red Robin (vol. 1), nella quale Tim Drake, convinto che Bruce sia ancora vivo, lascia Gotham e il classico costume di Robin, facendosi chiamare Red Robin.

### Batman Beyond
A causa della morte di Terry McGinnis, avvenuta nella miniserie The New 52: Futures End, diventerà momentaneamente il nuovo Batman Beyond.
Dopo la sconfitta di Brother Eye, scoprirà che in realtà Terry McGinnis non è realmente morto e restituirà il mantello di Batman al suo legittimo proprietario

## Biografia del personaggio
Tim Drake ancora bambino, figlio del proprietario delle Drake Industries, è al circo Haly durante l'ultima esibizione dei Flying Grayson, durante la quale Dick Grayson perde entrambi i genitori. Tormentato da quell'esperienza, anni dopo riconosce Dick nelle immagini televisive delle acrobazie di Robin, intuendone così la sua vera identità.. Quando Jason Todd perde la vita e Batman, sconvolto, diventa maggiormente violento, Tim contatta Dick, divenuto nel frattempo Nightwing, per convincerlo a rivestire il ruolo di Robin, in maniera da ridonare un equilibrio a Batman, ma siccome Dick rifiuta, decide di proporsi come nuova spalla, dimostrando il suo valore contribuendo a sconfiggere un piano criminale di Due Facce. Batman quindi accetta a condizione che si sottoponga a un intenso allenamento, per evitare di mandarlo impreparato sul campo come fu per Jason. Intanto, durante un viaggio d'affari, i genitori di Tim vengono rapiti da uno sciamano vudù e, nonostante l'intervento di Batman, la madre muore e il padre resta paralizzato.
Bruce fa addestrare Tim in giro per il mondo. Tornato a Gotham, affronta e sconfigge da solo Joker. Tim continua ad affiancare Batman anche quando viene sconfitto da Bane e il suo mantello viene preso prima da Jean-Paul Valley ed in seguito da Dick Grayson, prima che Bruce Wayne torni definitivamente come Batman. Nel frattempo, Tim frequenta Ariana Dzerchenko mentre di notte, nei panni di Robin, affronta alcune avventure con Stephanie Brown, figlia del criminale Cluemaster, vigilante sotto l'identità di Spoiler; combattuto tra l'affetto per entrambe, Tim infine sceglie Stephanie. Tim fonda inoltre la Young Justice assieme a Superboy e Impulso, che si scioglierà quando Donna Troy perderà la vita. Solo allora riformerà i Giovani Titani. Frequenta la scuola privata Brentwood Academy. Quando il padre scopre la sua vera identità, Tim abbandona temporaneamente il mantello, e viene sostituito dalla sua ex ragazza, Stephanie Brown. Quando a Gotham City esplode però una violenta guerra fra bande, Tim decide di tornare ad essere Robin. Dopo aver perso il padre Jack, ucciso da Capitan Boomerang, Tim viene adottato da Bruce Wayne. Nel frattempo, quando l'amico Conner perde la vita, Tim decide di modificare il suo costume, rendendolo nero e rosso in ricordo dell'amico.
A seguito poi della scomparsa di Batman, Dick Grayson ne prende il posto e, nei panni del nuovo Batman affida il ruolo di nuovo Robin a Damian Wayne. Tim decide così di continuare la lotta al crimine e la ricerca di Bruce Wayne in Europa, adottando la nuova identità di Red Robin. Dopo Battle for the Cowl, Jason Todd torna da una dimensione parallela, nei panni di Red Robin. Jason smette l'abito e torna a essere Red Hood II. Il criminale Ulysses Armostrong diventa il secondo Red Robin ma poco dopo anche lui abbandona questo identità. Intanto - dopo gli eventi di Batman R.I.P. - Dick Grayson, nei panni di Batman, decide che Damian Wayne sarà il nuovo Robin, il quinto, perché Robin non può che essere allievo di Batman, e se Tim Drake era allievo di Bruce Wayne, con Dick è alla pari. Tim, riluttante, accetta di cedere il posto di Robin a Damian e prende, per sé, quello di Jason e Ulysses: diventa il terzo Red Robin e va alla ricerca di Bruce.

## Poteri e abilità
Come i suoi predecessori, anche Tim è un ottimo acrobata, esperto in arti marziali (apprese in giro per il mondo da maestri che hanno addestrato anche Batman, compresa Lady Shiva) e fa uso di una cintura piena di gadgets e accessori ultra tecnologici che lo aiutano nella guerra al crimine. È dotato di un jet pack con delle ali formate da un materiale svariate volte più resistente dell'acciaio, costruito dal settore Ricerca e Sviluppo della WayneTech. Le ali fungono non solo per il volo, ma anche per protezione contro armi, fuoco, sostanze corrosive ect. L'arma che predilige è il bastone, e la sua forma preferita di combattimento è il fighting stick. Tim ha mescolato insieme varie forme di arti marziali, prendendo spunto dagli addestramenti avuti con Batman, Lady Shiva, Dick Grayson e Oliver Queen, unendoli in una sua forma personale, ma lo stile che predilige di più è il Taekwondo. Ciò lo rende un formidabile combattente. Nei fumetti si suggerisce che Tim abbia una concentrazione mentale ben oltre i normali limiti umani e che possa formulare calcoli superiori a quelli della maggior parte degli esseri umani. Dato che è stato addestrato da Batman, Tim è un esperto in svariati campi della scienza, in particolare l'informatica, l'elettronica, la meccanica, la chimica e la biotecnologia. Ha dimostrato il suo genio nel campo della genetica, nel clonare Superboy. Tra tutti gli alleati di Batman, Tim sembra essere l'unico che potrebbe in un futuro prossimo, rivaleggiare con l'intelligenza del suo mentore. Batman ha affermato infatti che Tim potrebbe addirittura superarlo in bravura come detective. Questo ha generato nel tempo diverse speculazioni in merito al fatto che potrebbe rientrare tra gli esseri umani più intelligenti dell'Universo DC, insieme a Batman, Lex Luthor, l'Enigmista, Mr. Terrific e Ray Palmer. Tim è infatti un formidabile cultore in svariati campi della scienza, praticamente leader, la mente e il tattico dei Teen Titans. In una storia, Bart Allen, alias Kid Flash, grazie alla sua supervelocità riuscì a leggere e memorizzare un'intera libreria, ma lui stesso affermò che si sentiva un idiota vicino a Tim. Lo stesso Dick Grayson, il primo Robin e attuale Nightwing disse che Tim lo superava in intelligenza, sebbene anche Nightwing sia stato leader dei Teen Titans prima di Tim.

### Costume e accessori
La versione del costume da Robin indossato da Tim Drake consiste in:
- uniforme in strati di kevlar e nomex resistenti al fuoco, con colletto in acciaio[20]
- maschera in starlite con integrate lenti e ricetrasmettitore[20]
- cintura pluriaccessoriata con maschera di ossigeno[20]
- mantello, giallo all'interno e nero all'esterno
- il simbolo "R" sul petto è uno shuriken[20]

Robin utilizza inoltre la Redbird, automobile sport coupé accessoriata come la Batmobile, e una motocicletta da cross da 491 cm³ con raffreddamento ad acqua.
Dopo Crisi infinita Tim modifica il costume, abbandonando la tonalità verde, mentre quando assume l'identità di Red Robin, al costume viene eliminata la "R" in favore di un logo giallo raffigurante la testa di un pettirosso sul petto.

## Altre versioni
Nel nono albo della serie JLA (1997) il criminale La Chiave provoca agli eroi un'allucinazione per cui in una sorta di mondo alternativo, Tim veste i panni di Batman.
Nella miniserie The Lost Years, ispirata alle serie animata The Batman Adventures e dedicata al passaggio di Dick Grayson da Robin a Nightwing, Tim viene descritto come un ladruncolo appassionato però della gesta della Bat-family; figlio del criminale di mezza tacca Steven "Shifty" Drake, quando viene braccato da altri delinquenti al soldo di Due Facce in cerca del padre, Batman lo salva e, resosi conto dei suoi desideri e del suo valore, accetta di addestrarlo come nuovo Ragazzo Meraviglia.
Nella serie Tiny Titans di Art Baltazar e Franco, Tim e Jason Todd sono due bambini cui Barbara Gordon deve fare da babysitter.

## Altri media

### Televisione

#### Serie animate
- Batman - Cavaliere della notte, doppiato in originale da Mathew Valencia e nella versione italiana da Davide Garbolino.
- Justice League.
- Compare nella seconda stagione della serie Young Justice.
- Batman Unlimited.

#### Lungometraggi animati

Tim Drake nel film d'animazione Batman - Il mistero di Batwoman

- Batman of the Future - Il ritorno del Joker (2000): Tim è diventato un ingegnere che come Robin aveva provocato la morte del Joker, che lo aveva rapito e torturato trasformandolo in J.J. (Joker Junior). Alla fine si scoprirà essere stato anche deviato da un microchip del criminale, condizionandogli il DNA. In originale Valencia doppia il giovane Tim, mentre da adulto vi presta la voce Dean Stockwell, nell'edizione italiana Tim giovane è doppiato da Garbolino, mentre quello adulto da Guido Rutta.
- Batman - Il mistero di Batwoman (2003), Tim viene doppiato in originale da Eli Marienthal.
- Batman Unlimited: Istinti animali come Red Robin
- Batman Unlimited: L'alleanza dei mostri come Red Robin

### Videogiochi
Il Robin di cui Tim Drake veste i panni appare nei seguenti videogiochi:
- Batman: Chaos in Gotham (2001)
- Batman: Gotham City Racer (2001) (cameo)
- Batman Vengeance (2001) (giocabile per circa il 10% della trama, solo nella versione per Game Boy Advance)
- Batman: Dark Tomorrow (2003)
- Batman: Justice Unbalanced (2003)
- Batman: Toxic Chill (2003)
- Batman: Rise of Sin Tzu (2003)
- LEGO Batman: Il videogioco (2008)
- DC Universe Online (2011)
- Batman: Arkham City (2011) (cameo in modalità storia e DLC giocabile in modalità sfida)
- LEGO Batman 2: DC Super Heroes (2012)
- LEGO Batman 3: Gotham e oltre (2014)
- Batman: Arkham Knight (2015)
- Gotham Knights (2022)
- Fortnite (2025)